# Digitaria californica
Digitaria californica är en gräsart som först beskrevs av George Bentham, och fick sitt nu gällande namn av Johannes Jan Theodoor Henrard. Digitaria californica ingår i släktet fingerhirser, och familjen gräs. Inga underarter finns listade i Catalogue of Life.